# Rob Astorino
Rob Astorino (Mount Vernon, New York, 1967. május 3. –) amerikai olasz politikus. Az 1050 AM ESPN Radio egyik alapítója. 2010–2017 között ő volt a New York állambeli Westchester megye vezetője. Keresztény.